# اوون فوربس فیلیپس
اوون فوربس فیلیپس (انگلیسی: Owen Phillips; ۹ ژوئن ۱۸۸۲ – ۱۵ مهٔ ۱۹۶۶) فرد نظامی اهل استرالیا بود. وی همچنین برندهٔ جوایزی همچون نشان خدمات برجسته (ارتش آمریکا) شده‌است.